# Берёзово (Дедовичский район)
Берёзово — деревня в Дедовичском районе Псковской области России. Входит в состав Дубишенской волости Дедовичского района.
Расположена на северо-востоке района, в 12 км к северо-востоку от районного центра Дедовичи, у деревни Крутец на берегу малой реки Крутец.

## Население
Численность населения деревни на 2000 год составляла 30 человек.

## История
До 3 июня 2010 года деревня была в составе ныне упразднённой Крутецкой волости Дедовичского района.